# Copa de Italia de Ciclismo 2015
La 9.ª edición de la Copa de Italia de Ciclismo de 2015 fue una serie de carreras de ciclismo en ruta que se realizó en Italia. Comenzó el 8 de febrero con el Gran Premio Costa de los Etruscos y finalizó el 11 de octubre con el Gran Premio Bruno Beghelli.
Forman parte de la clasificación todos los ciclistas profesionales que forman parte del UCI WorldTeam, Profesional Continental y Continental sin límite de nacionalidad estableciendo un sistema de puntuación en función de la posición conseguida en cada competición y a partir de ahí se crea la clasificación.
La Copa constaba de 18 carreras italianas en las categorías 2.HC, 2.1, 1.HC y 1.1 del UCI Europe Tour, excepto las que declinan estar en esta competición.

## Sistema de puntos
En cada carrera, los primeros 20 corredores ganan puntos y el corredor con la mayor cantidad de puntos en general es considerado el ganador de la Copa de Italia. Se llevan a cabo clasificaciones separadas para los mejores jóvenes (sub-23) y el mejor equipo. La clasificación para los mejores jóvenes aplica para corredores sub-23 y aplica el mismo baremo de puntos de la clasificación individual.

### Clasificación individual
| Posición | 1   | 2  | 3  | 4  | 5  | 6  | 7  | 8  | 9  | 10 | 11 | 12 | 13 | 14 | 15 | 16 | 17 | 18 | 19 | 20 |
| Puntos   | 100 | 80 | 70 | 60 | 51 | 45 | 39 | 32 | 28 | 24 | 20 | 18 | 16 | 14 | 12 | 10 | 8  | 6  | 4  | 2  |

| Posición | 1  | 2  | 3  | 4  | 5  | 6  | 7  | 8  | 9  | 10 | 11 | 12 | 13 | 14 | 15 | 16 | 17 | 18 | 19 | 20 |
| Puntos   | 70 | 56 | 49 | 42 | 36 | 31 | 27 | 22 | 20 | 17 | 14 | 13 | 11 | 10 | 8  | 7  | 6  | 4  | 3  | 2  |

| Posición | 1  | 2  | 3  | 4  | 5  | 6  | 7  | 8  | 9  | 10 | 11 | 12 | 13 | 14 | 15 | 16 | 17 | 18 | 19 | 20 |
| Puntos   | 60 | 50 | 44 | 38 | 32 | 28 | 24 | 20 | 18 | 15 | 8  | 8  | 8  | 8  | 8  | 2  | 2  | 2  | 1  | 1  |

| Posición | 1  | 2  | 3  | 4  | 5  | 6  | 7  | 8  | 9  | 10 | 11 | 12 | 13 | 14 | 15 | 16 | 17 | 18 | 19 | 20 |
| Puntos   | 40 | 32 | 28 | 24 | 21 | 18 | 15 | 13 | 11 | 10 | 5  | 5  | 5  | 5  | 5  | 1  | 1  | 1  | 1  | 1  |

### Clasificación por equipos
| Posición | 1   | 2  | 3  | 4  | 5  | 6  | 7  | 8  | 9  | 10 |
| Puntos   | 100 | 95 | 90 | 85 | 80 | 75 | 70 | 65 | 60 | 55 |

| Posición | 1  | 2  | 3  | 4  | 5  | 6  | 7  | 8  | 9  | 10 |
| Puntos   | 80 | 76 | 72 | 68 | 64 | 60 | 56 | 52 | 48 | 44 |

| Posición | 1  | 2  | 3  | 4  | 5  | 6  | 7  | 8  | 9  | 10 |
| Puntos   | 40 | 38 | 36 | 34 | 32 | 30 | 28 | 26 | 24 | 22 |

| Posición | 1  | 2  | 3  | 4  | 5  | 6  | 7  | 8  | 9  | 10 |
| Puntos   | 20 | 19 | 18 | 17 | 16 | 15 | 14 | 13 | 12 | 11 |

## Carreras puntuables
| Clasificación | Clasificación    | Clasificación                     | Clasificación   | Clasificación                | Clasificación                        | Clasificación                         |
| Pos.          | Fecha            | Carrera                           | Ganador         | Equipo                       | Líder de la clasificación individual | Líder de la clasificación por equipos |
| ------------- | ---------------- | --------------------------------- | --------------- | ---------------------------- | ------------------------------------ | ------------------------------------- |
| 1.º           | 8 de febrero     | Gran Premio Costa de los Etruscos | Manuel Belletti | Southeast                    | Manuel Belletti                      | Southeast                             |
| 2.º           | 19 de febrero    | Trofeo Laigueglia                 | Davide Cimolai  | Lampre-Merida                | Davide Cimolai                       | Lampre-Merida                         |
| 3.º           | 7 de marzo       | Strade Bianche                    | Zdeněk Štybar   | Etixx-Quick Step             | Davide Cimolai                       | Lampre-Merida                         |
| 4.º           | 19 de marzo      | Gran Premio Nobili Rubinetterie   | Giacomo Nizzolo | Trek Factory                 | Oscar Gatto                          | Southeast                             |
| 5.º           | 26-29 de marzo   | Settimana Coppi e Bartali         | Louis Meintjes  | MTN-Qhubeka                  | Louis Meintjes                       | MTN-Qhubeka                           |
| 6.º           | 21-24 de abril   | Giro del Trentino                 | Richie Porte    | Sky                          | Louis Meintjes                       | MTN-Qhubeka                           |
| 7.º           | 26 de abril      | Giro de los Apeninos              | Omar Fraile     | Caja Rural-Seguros RGA       | Louis Meintjes                       | MTN-Qhubeka                           |
| 8.º           | 19 de julio      | Trofeo Matteotti                  | Evgeny Shalunov | Lokosphinx                   | Louis Meintjes                       | Southeast                             |
| 9.º           | 16 de septiembre | Coppa Agostoni                    | Davide Rebellin | CCC Sprandi Polkowice        | Louis Meintjes                       | Southeast                             |
| 10.º          | 17 de septiembre | Coppa Bernocchi                   | Vincenzo Nibali | Astana                       | Louis Meintjes                       | Southeast                             |
| 11.º          | 19 de septiembre | Memorial Marco Pantani            | Diego Ulissi    | Selección nacional de Italia | Louis Meintjes                       | Southeast                             |
| 12.º          | 20 de septiembre | GP Industria y Comercio de Prato  | Daniele Bennati | Selección nacional de Italia | Vincenzo Nibali                      | Southeast                             |
| 13.º          | 30 de septiembre | Tres Valles Varesinos             | Vincenzo Nibali | Astana                       | Vincenzo Nibali                      | Southeast                             |
| 14.º          | 1 de octubre     | Milán-Turín                       | Diego Rosa      | Astana                       | Vincenzo Nibali                      | Southeast                             |
| 15.º          | 2 de octubre     | Giro del Piemonte                 | Jan Bakelants   | AG2R La Mondiale             | Vincenzo Nibali                      | Southeast                             |
| 16.º          | 8 de octubre     | Coppa Sabatini                    | Eduard Prades   | Caja Rural-Seguros RGA       | Vincenzo Nibali                      | Southeast                             |
| 17.º          | 10 de octubre    | Giro de Emilia                    | Jan Bakelants   | AG2R La Mondiale             | Damiano Cunego                       | Southeast                             |
| 18.º          | 11 de octubre    | Gran Premio Bruno Beghelli        | Sonny Colbrelli | Bardiani-CSF                 | Sonny Colbrelli                      | Southeast                             |

## Clasificaciones Finales

### Individual
| Posición | Ciclista        | Equipo             | Puntos |
| -------- | --------------- | ------------------ | ------ |
| 1.º      | Sonny Colbrelli | Bardiani-CSF       | 194    |
| 2.º      | Damiano Cunego  | Nippo-Vini Fantini | 194    |
| 3.º      | Simone Ponzi    | Southeast          | 192    |
| 4.º      | Vincenzo Nibali | Astana             | 181    |
| 5.º      | Giacomo Nizzolo | Trek Factory       | 143    |

### Jóvenes
| Posición | Ciclista          | Equipo        | Puntos |
| -------- | ----------------- | ------------- | ------ |
| 1.º      | Louis Meintjes    | MTN-Qhubeka   | 117    |
| 2.º      | Andrea Fedi       | Southeast     | 91     |
| 3.º      | Niccolò Bonifazio | Lampre-Merida | 69     |

### Equipos
| Posición | Equipo                      | Puntos |
| -------- | --------------------------- | ------ |
| 1.º      | Southeast                   | 565    |
| 2.º      | MTN-Qhubeka                 | 491    |
| 3.º      | Androni Giocattoli-Sidermec | 474    |
| 4.º      | Bardiani-CSF                | 437    |
| 5.º      | Nippo-Vini Fantini          | 326    |